# حمید ملک‌احمدی
حمید ملک‌احمدی یک بازیکن و مربی فوتبال ایرانی است. وی در دوران بازیگری در پست دروازه‌بان به میدان می‌رفت.تیمهای تهران جوان و استقلال تهران باشگاهای او بود

## دوران حرفه‌ای

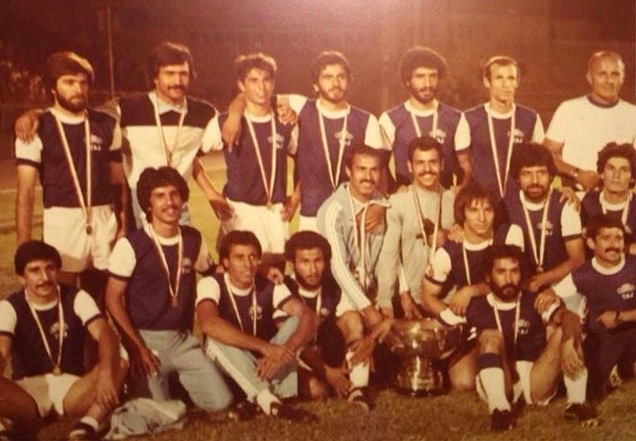
قهرمانی تاج در جام حذفی ۵۷–۱۳۵۶ حمید ملک‌احمدی، ردیف دوم، نفر چهارم از راست

### تاج تهران
ملک‌احمدی در سال ۱۳۵۷ به باشگاه فوتبال تاج پیوست. وی در نخستین فصل حضورش با تاج موفق به کسب عنوان قهرمانی جام حذفی ایران شد. ملک‌احمدی تا ۱۳۵۹ در این تیم بازی کرد.

## مربی‌گری
ملک‌احمدی سابقه مربی‌گری در استقلال را دارد.

### استقلال تهران
در سابقه مربی‌گری ملک‌احمدی حضور موقت و یک هفته‌ای به عنوان سرمربی استقلال دیده می‌شود. وی در دومین هفته جام آزادگان ۱۳۷۴ و بعد از استعفای نصرالله عبداللهی به شکل موقت جانشین وی شد. تنهای بازی استقلال تحت مربی‌گری ملک‌احمدی دیدار برابر کشاورز تهران بود که با نتیجه مساوی ۲–۲ خاتمه یافت. بعد از این بازی منصور پورحیدری به عنوان مربی استقلال برگزیده شد.

## افتخارات

### باشگاهی

#### تاج تهران
- جام حذفی ایران: قهرمانی ۵۷–۱۳۵۶